# 자비스앤빌런즈
자비스앤빌런즈(Jobis & Villains)는 세금환급 플랫폼 '삼쩜삼'의 운영사이다 직원들의 영수증 처리를 대신해주는 서비스로 자비스를 2016년에 창업하였다

## 논란
한국세무사회는 삼쩜삼 서비스를 자격 없이 불법적으로 세무대리를 한다는 혐의로 고발했으나 불기소 처분이 났다
주민등록번호를 위법적으로 수집·보관하여 국무총리 소속 개인정보보호위원회로부터 과징금 8억5410만원과 과태료 1200만원을 부과 받았다

## 상장
NH투자증권을 주관사로 상장을 진행중이다. 2023년 기술특례상장 평가에서 A, BBB 등급을 통보받아 기술평가를 통과했다

## 같이 보기
- 삼쩜삼

## 참고문헌
1. ↑  손현지, '삼쩜삼' 자비스앤빌런즈, 'BM 특례상장' 허들 넘을까, 더벨, 2023-08-17
2. ↑  서하늘이, 연 평균 2조 원의 국내 기업 세무관련 비용 '자비스’가 줄여간다, 벤처스퀘어, 2016년 4월 8일
3. ↑  강홍민, 불법 세무대리 오명에도 1조 향해 가는 ‘삼쩜삼’, 매거진한경, 2023.11.14
4. ↑  최태범, 세금신고·환급 삼쩜삼, 과징금 철퇴 맞았지만…서비스 '지속 가능', 머니투데이, 2023년 6월 28일
5. ↑  편도욱, 자비스앤빌런즈, 세무 스타트업 최초 기술평가 통과 外, 로이슈, 2023-07-31